# Oxford (Georgia)
Oxford – miasto w Stanach Zjednoczonych, w stanie Georgia, w hrabstwie Newton.